# XO-3b

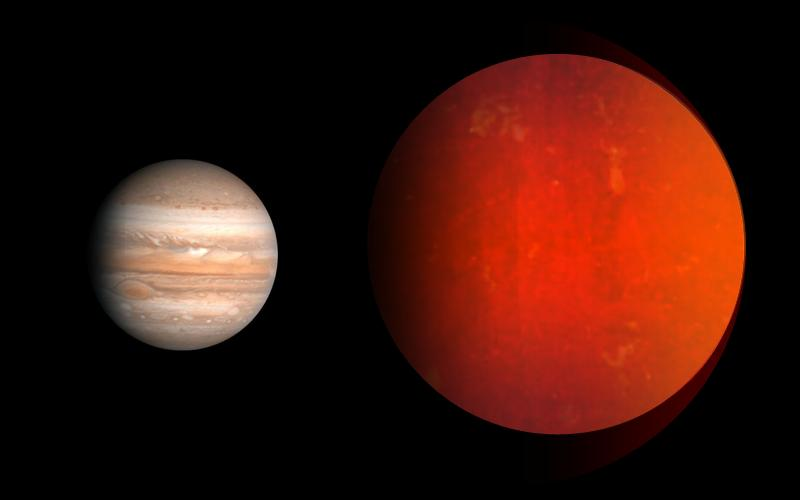
Comparação entre Júpiter e XO-3b

XO-3b é um exoplaneta com cerca de 11,79 vezes a massa de Júpiter, faz uma órbita em torno da sua estrela mãe em cerca de 3,2 dias. Tem um raio de 1,217 vezes o de Júpiter. O seu grande tamanho pensa-se ser causado pelo intenso calor da sua estrela a uma pequena órbita, devido à enorme massa o objeto provavelmente radia o seu calor interno tornando o seu brilho vermelho quente. Os astrônomos anunciaram a sua descoberta, em 30 de maio de 2007 no American Astronomical Society, em Honolulu, Havaí. A sua descoberta é atribuída ao esforço combinado de astrônomos amadores e profissionais trabalham em conjunto sobre o Projeto XO usando um telescópio situado na cimeira Haleakala, no Havaí.